# New York Art Quartet
Das New York Art Quartet war ein Ensemble des Free Jazz, das zwischen 1964 und 1966 existierte. Seine Musik war Scott Yanow zufolge „sehr frei und gefühlvoll“; sie zeichnete sich zugleich durch die Frontlinie mit Posaune und Altsaxophon aus.

## Geschichte
Die Band wurde 1964 in New York City vom Posaunisten Roswell Rudd und dem Saxophonisten John Tchicai als Quartett gegründet; erste Proben fanden mit Don Moore (Kontrabass) und J. C. Moses (Schlagzeug) als Rhythmusgruppe statt. Nachdem an deren Stelle Lewis Worrell und Milford Graves in das Quartett eintraten, funktionierte die Band gleichberechtigt. 1964 trat das Quartett (zunächst noch unter der nominellen Leitung von Tchicai) bei Bill Dixons Konzertreihe October Revolution in Jazz auf. Im November desselben Jahres machte es als New York Art Quartet eine Aufnahme, zu der zusätzlich LeRoi Jones eingeladen wurde, der sein Gedicht Black Dada Nihilismus rezitierte; das gleichnamige Album erschien bei ESP-Disk. Jones trat auch im folgenden Jahr mit der Gruppe im Museum of Modern Art auf. Mit Reggie Workman anstelle von Worrell entstand das zweite Album, Mohawk, das 1965 bei Fontana Records veröffentlicht wurde. Das Quartett löste sich im Februar 1966 auf, als Tchicai nach Dänemark zurückkehrte.
Das Ensemble wurde von Rudd, Tchicai, Workman und Graves für einen Auftritt und eine Aufnahme in New York im Juni 1999 wiederbelebt. Down Beat schrieb über die Wiedervereinigung der Gruppe: „Ob Sie Free Jazz jemals lieben gelernt haben oder nicht, dieses Album macht schmerzlos klar, dass die Welt, die das New York Art Quartet vor 35 Jahren eröffnete und die zunächst so fremd klang, die Welt ist, in der wir heute leben.“ In der Folge kam es überdies zu Konzerten beim Paris Banlieues Bleu Festival (2000) und in Lissabon (2001). 2013 erschien der Dokumentarfilm The Breath Courses Through Us von Alan Roth, der das Ensemble porträtierte.

## Bedeutung
Keith Shadwick charakterisierte in The Illustrated Story of Jazz (1992) die Bedeutung des New York Art Quartet wie folgt: „Diese Gruppe, bestehend aus vier enorm talentierten Spielern, …… produzierte ein kleines, aber brillantes Werk, das sich stark auf kollektive Improvisation auf einem seltenen intuitiven Niveau stützte. Die Band war der Vorbote kollektiver musikalischer Ansätze und Philosophien, die führende Avantgarde-Gruppen der siebziger Jahre wie das Art Ensemble of Chicago entwickeln sollten.“

## Diskographie
- 1964: New York Art Quartet (ESP-Disk), teilweise mit Amiri Baraka
- 1965: Mohawk (Fontana Records)
- 2000: 35th Reunion (DIW Records), teilweise mit Amiri Baraka
- 2010: Old Stuff (Cuneiform)[5]
- 2013: Call It Art (Triple Point)[6]